# Yurika Yoshida
Yurika Yoshida (吉田 夕梨花?, Yoshida Yurika; Kitami, 7 luglio 1993) è una giocatrice di curling giapponese.

## Biografia
È la sorella minore di Chinami Yoshida.

## Carriera
Nel 2018 ha vinto la medaglia di bronzo nel torneo femminile ai Giochi olimpici di Pyeongchang, insieme alle compagne di squadra Satsuki Fujisawa, Chinami Yoshida, Yūmi Suzuki e Mari Motohashi.

## Palmarès

### Olimpiadi
- Bronzo a Pyeongchang 2018;

### Mondiali
- Argento a Swift Current 2016.